# استان هاراگهه شرقی
استان هاراگهه شرقی (به لاتین: East Hararghe Zone) یک منطقهٔ مسکونی در اتیوپی است که در منطقه اورومیا واقع شده‌است.